# Phó vương quốc Tân Granada
Phó vương quốc Tân Granada (tiếng Tây Ban Nha: Virreinato de la Nueva Granada) là tên được đặt vào ngày 27 tháng 5 năm 1717 cho thuộc địa của Tây Ban Nha ở phía bắc của Nam Mỹ, tương đương với các nước Colombia, Ecuador, Panama và Venezuela ngày nay. Lãnh thổ sau đó đã sáp nhập Panama vào năm 1739. Cộng thêm các khu vực chính này, lãnh thổ của Phó vương quốc Tân Granada còn bao gồm Guyana và nhiều phần của tây bắc Brasil, bắc Peru, Costa Rica và Nicaragua.

## Lịch sử thuộc địa
Gần hai thế kỷ sau khi thiết lập Tân vương quốc Grenada vào thế kỷ 16, với sự quản lý lỏng lẻo phụ thuộc vào Phó vương quốc Peru ở Lima, và một ban quản trị tại Santa Fé de Bogotá (nay là thủ đô của Cộng hòa Colombia), việc truyền đạt thông tin chậm chạp giữa hai nơi đã cho thấy việc cần thiết phải thành lập một Phó vương quốc Tân Granada độc lập vào năm 1717 (được tái lập năm 1739 sau một khoảng thời gian ngắn bị gián đoạn). Các tỉnh khác tương ứng với Ecuador ngày nay, các phần phía đông và nam Venezuela ngày nay và Panama trở thành một thực thể chính trị nằm dưới quyền pháp lý của Bogotá, làm cho thành phố này trở thành một trong các trung tâm hành chính chủ yếu của các thuộc địa Tây Ban Nha ở Tân Thế giới, cùng với Lima và Thành phố Mexico. Mặc dù thỉnh thoảng có những cố gắng để tập trung quyền lực, nhưng sự kiểm soát từ Tây Ban Nha chưa bao giờ có hiệu quả cao.
Địa hình hiểm trở và biến đổi của miền bắc Nam Mỹ với các dày núi cao đã khiến cho việc đi lại và truyền đạt thông tin với Phó vương quốc trở nên khó khăn. Vì lý do đó, một Tổng úy tự trị đã được thành lập ở Caracas năm 1777 cùng một Audiecia ở Quito từ trước đó, trên danh nghĩ là chủ thể của phó vương quốc nhưng thực tế là độc lập. Một số nhà phân tích cũng coi phạm vi ảnh hưởng của chính thể địa phương đã góp phần tạo ra các thực thể chính trị và quốc gia riêng biệt khi phó vương quốc giành được độc lập vào thế kỷ 19 bất chấp các nỗ lực của Simón Bolívar. Tân Granada ước tính có khoảng 4.345.000 cư dân vào năm 1819. Các thành phố chính là:
1.	Santa Fe de Bogota
2.	Caracas
3.	Cartagena de Indias
4.	Quito
5.	Panama
6.	Cuenba
7.	Popayan
8.	Tunja
9.	Santa Marta
10.Guyaquil

## Lịch sử độc lập
Các lãnh thổ của phó vương quốc đã giành được độc lập đầy đủ trên thực tế từ tay Tây Ban Nha từ năm 1819 đến 1822 sau nhiều đấu tranh vũ trang cũng như chính trị, và hợp nhất lại trong một cộng hòa được gọi là Gran Colombia (Đại Colombia)
Khi Ecuador và Venezuela ly khai khỏi Gran Colombia, một "Cộng hòa Tân Granada" ra đời với thủ đô là Bogotá, tên gọi này tồn tại từ 1831 đến 1856. Tên gọi "Colombia" lại xuất hiện trong tên gọi "Hợp chúng quốc Colombia", một tên gọi mới do chính phủ tự do đặt sau một cuộc nội chiến. Việc sử dụng từ "Tân Granada" tuy nhiên vẫn còn được những người bảo thủ và giáo hội sử dụng.
Như là một đặc trưng trong Tiếng Tây Ban Nha, từ cũ này vẫn được sử dụng để chỉ những người đến từ các khu vực này. Ngày nay, trong tiếng Tây Ban Nha thường dùng từ neograndadinos ("Người Tân Granada") để chỉ người Colombia, đặc biệt là ở khu vực biên giới với Venezuela.

## Danh sách Phó vương Tân Granada
1. Antonio de la Guerrero: 1717 - 1719
2. Jorge de Villalonga: 1719 - 1724
3. Sebastián de Eslava: 1740 - 1749
4. José Alfonso Pizarro: 1749 - 1753
5. José de Cardona: 1753 - 1761
6. Pedro Messía de la Cerda: 1761 - 1772
7. Manuel de Guirior: 1772 - 1776
8. Manuel Antonio Flores: 1776 - 1781
9. Juan de Torrezar Pimienta: 1782
10. Antonio Caballero y Góngora: 1782 - 1788
11. Francisco Gil de Taboada: 1788 - 1789
12. José Manuel de Ezpeleta: 1789 - 1797
13. Pedro Mendinueta y Múzquiz: 1797 - 1803
14. Amar y Borbón Arguedas: 1803 - 1810
15. Francisco Javier Venegas: 1810
16. Benito Pérez Brito: 1812
17. Francisco Montalvo y Ambulodi: 1816 - 1818
18. Juan José de Sámano y Uribarri: 1818 - 1819
19. Juan de la Cruz Mourgeón: 1819 - 1821